# Уош
Уо́ш (англ. The Wash) — залив Северного моря на восточном побережье Великобритании, омывающий берега Норфолка и Линкольншира. В залив впадают реки Уитем, Уэлленд, Нин и Грейт-Уз. длина — 35 км, ширина у входа — 24 км. Глубина в средней части до 40 м. Приливы полусуточные, величиной до 7,6 м. Главные города — Кингс-Линн и Бостон. Включён в список Рамсарской конвенции, как область водно-болотных угодий. Площадь поверхности — 1077,61 км².

## География
Залив представляет собой широкую квадратную бухту, состоящую из практически перпендикулярных друг другу трёх полос берега длиной по 25 км. Большая часть залива мелководна, с несколькими крупными отмелями, затопляемыми при приливе. По этой причине, навигация в заливе может быть опасной, тем не менее, реки, впадающие в залив, судоходны. Прилегающие берега представляют собой аккумулятивную низменность с комплексом форм морской и речной аккумуляции — болотистые равнины, соляные лагуны и ватты. Обширные излучины и растительность, растущая здесь, помогают рассеивать кинетическую энергию волн, таким образом, предотвращая наводнения земель в глубине территории. Ближе к суше болота покоятся на торфяниках, а ближе к морю — на наносах морского ила. Отложение осадков и мелиорация земель в значительной степени повлияло на побережье, города, которые несколько веков назад находились на побережье, в настоящее время находятся на расстоянии от моря. Также, лорд Уильям Бентинк, проведший ряд улучшений в регионе, предлагал осушить залив для увеличения площади пахотных земель по образцу Зёйдерзе.

## Температура воды
Температура воды меняется в течение года. Зимой температура воды близка к 0 °C из-за близости Северного моря. Летом температура воды может достигать 20 °C после длительной высокой температуры окружающего воздуха и его конвекции, обычно в мелководных районах вокруг пляжей ещё теплее. Это микроклимат, характерный для лагуны, усиливаемый близостью приливов и отливов.

## Природа
Залив является особо охраняемой природной территорией, имеющей значение для 17 видов птиц. Меловые клифы, находящиеся на восточной стороне залива, являются местом гнездования для прибрежных птиц и крачковых. Около 400 000 перелётных птиц, таких как гуси и утки, прилетают сюда на зимовку. Эстуарий Уоша с его песком и илом является сложной и плодородной экосистемой. Частично ограниченная природа среды обитания, в сочетании с обильными приливами, создаёт благоприятные условия для размножения ракообразных и моллюсков. В заливе обитают длинномордые тюлени.

## Интересные факты
Согласно легенде, в октябре 1216 года король Иоанн Безземельный, возвращавшийся из Норфолка в Линкольншир, пересекал со своим обозом эстуарий залива, и, застигнутый неожиданным приливом, потерял всё золото и драгоценности. В результате появилась игра слов «король Иоанн потерял свою одежду при стирке» (англ. Wash означает стирку).